# Područje oko Stražnice
Područje oko Stražnice este o arie protejată (sit de importanță comunitară — SCI) din Croația întinsă pe o suprafață de 537,44 ha, integral pe uscat.

## Localizare
Centrul sitului Područje oko Stražnice este situat la coordonatele 43°30′05″N 16°33′57″E / 43.5013°N 16.56584°E.

## Înființare
Situl Područje oko Stražnice a fost declarat sit de importanță comunitară în iulie 2013 pentru a proteja 1 specie de animale.

## Biodiversitate
Situată în ecoregiunea mediteraneană, aria protejată conține 1 habitat natural: Peșteri inaccesibile publicului.
La baza desemnării sitului se află o specie protejată de  mamifere: liliac cu urechi de șoarece (Myotis blythii).